# Scanners 2 - Il nuovo ordine
Scanners 2 - Il nuovo ordine (Scanners II: The New Order) è un film canadese del 1991 diretto da Christian Duguay.
La pellicola è il sequel di Scanners, a differenza del quale la regia non è più affidata a David Cronenberg. Il tema trattato riguarda sempre la vita e le vicissitudini degli individui chiamati Scanners, persone nate con dei particolari poteri telepatici, in grado di leggere nel pensiero, controllare la mente o anche uccidere un uomo distruggendone il sistema nervoso.

## Trama
Un ufficiale di polizia corrotto vuole ottenere il controllo di una grande città attraverso la manipolazione di persone dotate di poteri telepatici, detti scanners, per eseguire i suoi ordini.

## Produzione
Il film è stato interamente girato a Montréal, Québec (Canada).

## Distribuzione
Poco dopo la distribuzione al cinema, il film è uscito in VHS per conto della  20th Century Fox Home Entertainment e della Media Home Entertainment negli Stati Uniti d'America; in Canada per conto della Malofilm Home Video.
Una versione DVD del film è inclusa nella confezione Scanner Trilogy, pubblicato solo in Europa dalla Starz Home Entertainment. Questo cofanetto comprende anche il primo ed il terzo film della saga.